# Chiesa di Sant'Ambrogio in Solariolo
La chiesa di Sant'Ambrogio in Solariolo, detta anche chiesa di Sant'Ambrogio alla Balla, era una chiesa di Milano, situata nell'omonima contrada, oggi parte di via San Maurilio. 

## Storia
La chiesa di Sant'Ambrogio in Solariolo è menzionata per la prima volta in un documento del 974 in cui si afferma che un negoziante di Milano chiamato Oldeprando abitava "prope Basilica Sanctii Ambrosii, qui dicitur in Solariolo". L'origine della chiesa sembra tuttavia molto più antica e si ritiene che sia stata una delle prime edificate dopo l'Editto di Milano di Costantino. Fu così chiamata in quanto era stata edificata all'interno di un'abitazione privata dotata di piccole camere superiori dette solarium e in diminutivo solariolum. Secondo il Latuada invece il nome deriverebbe dalla famiglia Solari che ne era proprietaria o che possedeva un palazzo nelle vicinanze malgrado egli stesso si dimostri scettico dato che era così chiamata molto prima della diffusione dei cognomi. Era nota anche come Sant'Ambrogio alla Balla (o alla Palla) dove il termine milanese balla si riferisce alla "palla" ovvero dagli involti di merce trasportati dai facchini, la cui corporazione aveva sede nella contrada in cui sorgeva la chiesa. 
Nel 1398 la chiesa era attestata come capella del Sestiere di Porta Ticinese. L'arcivescovo Giovanni III Visconti possedeva una casa o un palazzo nella parrocchia di questa chiesa.
Verso la fine del XVIII secolo la parrocchia di Sant’Ambrogio in Solariolo possedeva fondi per 77,15 pertiche. Tra il 1779 e il 1780 la parrocchia di questa chiesa contava 677 anime e la sua rendita assommava a 893,4 lire. In seguito alla riorganizzazione delle parrocchie milanesi e dei Corpi Santi che entrò in vigore a partire dal 25 dicembre 1787, la parrocchia di Sant'Ambrogio in Solariolo fu soppressa e unita a quella di San Giorgio al Palazzo.
La sua dedicazione correva il 2 novembre.

## Architettura
Nel XVIII secolo il Latuada la descrive come una chiesa molto piccola, priva di facciata, che si trovava sul lato occidentale della contrada di Sant'Ambrogio in Solariolo, a pochi passi dalla contrada della Balla, di cui era una traversa. In un ampio atrio all'interno del gruppo di case in cui era inglobata, detto la Balla, si svolgeva un mercato dei latticini tre volte alla settimana e vi era il Fondaco dell'Olio, in cui si poteva trasportare tale sostanza senza dover pagare dazio.